# Корніш (Мен)
Корніш (англ. Cornish) — місто (англ. town) в США, в окрузі Йорк штату Мен. Населення — 1508 осіб (2020).

## Демографія
Згідно з переписом 2010 року, у місті мешкали 1403 особи в 609 домогосподарствах у складі 405 родин. Було 692 помешкання
Расовий склад населення:
| - 98,4 % — білих - 0,4 % — чорних або афроамериканців - 0,3 % — корінних американців - 0,1 % — азіатів |

До двох чи більше рас належало 0,3 %. Частка іспаномовних становила 1,1 % від усіх жителів.
За віковим діапазоном населення розподілялося таким чином: 20,7 % — особи молодші 18 років, 62,7 % — особи у віці 18—64 років, 16,6 % — особи у віці 65 років та старші. Медіана віку мешканця становила 44,5 року. На 100 осіб жіночої статі у місті припадало 102,7 чоловіків;  на 100 жінок у віці від 18 років та старших — 97,3 чоловіків також старших 18 років.
Середній дохід на одне домашнє господарство  становив 73 069 доларів США (медіана — 38 875), а середній дохід на одну сім'ю — 87 067 доларів (медіана — 60 667). Медіана доходів становила 53 594 долари для чоловіків та 42 500 доларів для жінок. За межею бідності перебувало 22,9 % осіб, у тому числі 38,8 % дітей у віці до 18 років та 21,0 % осіб у віці 65 років та старших.
Цивільне працевлаштоване населення становило 593 особи. Основні галузі зайнятості: освіта, охорона здоров'я та соціальна допомога — 23,3 %, роздрібна торгівля — 14,3 %, виробництво — 12,0 %.